# Jair Moretti
Jair Alexander Moretti Chuy (Callao, Perú, 1 de febrero de 2007) es un futbolista peruano que juega como delantero en el Sporting Cristal de la Liga 1 de Perú.

## Carrera
Moretti hizo su debut profesional el 6 de abril de 2025 ante el UTC, entrando desde el banquillo disputando 24 minutos. Jugó su primer partido como titular el 10 de mayo de 2025, logrando asistir a Írven Ávila en la victoria ante el Ayacucho FC. El 24 de junio de 2025 fue promovido oficialmente al primer plantel del club.